# Synagoge (Zülz)
Koordinaten: 50° 23′ 6″ N, 17° 39′ 39,6″ O

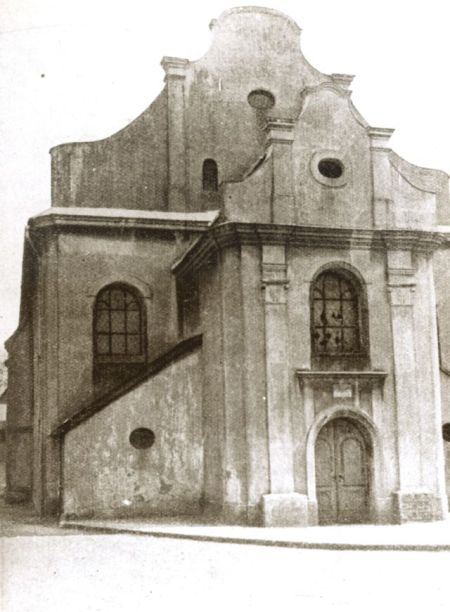
Synagoge in Zülz

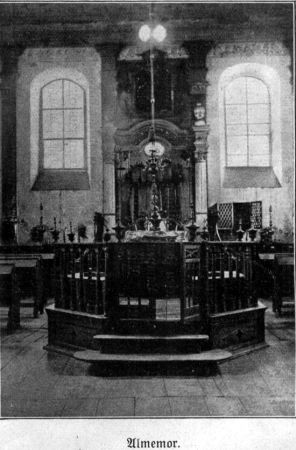
Innenansicht mit Bima und Toraschrein

Die Synagoge in Zülz, einer Landstadt in Polen, wurde 1774 erbaut und 1939 abgerissen.

## Geschichte
Seit dem Ende des 14. Jahrhunderts hatten sich vor allem in der Neisser Vorstadt zahlreiche Juden angesiedelt. Sie wurden im Gegensatz zu anderen Juden in schlesischen Städten Ende des 16. Jahrhunderts nicht vertrieben. Zwischen 1780 und 1820 waren etwa 50 % der Bevölkerung jüdischen Glaubens.
Die Synagoge im Stil des Barock stand abseits des Zentrums der Stadt. Sie ersetzte einen hölzernen Vorgängerbau, der durch einen Brand zerstört worden war. Die Synagoge bot 300 Männern und 100 Frauen Platz. Nachdem im Jahr 1914 wegen der Ab- und Auswanderung ihrer Mitglieder die jüdische Gemeinde in Zülz aufgelöst worden war, blieb das Synagogengebäude ungenutzt. Es wurde 1939 verkauft und bald danach abgerissen.